# チバボ (エリトリア)
チバボ（Chibabo）は、エリトリア西部・ガシュ・バルカ地方の町。モーゴロ地区の行政府所在地・モーゴロから3.7キロメートル離れている。北緯15度17分00秒、東経37度37分00秒。標高710m。